# 姚韡
姚韡（英語：Iu Wai，1991年11月9日—），生於香港，是一名香港足球運動員，司職中堅，本來效力於香港甲組足球聯賽球會港菁，因企圖行賄隊友打假波被香港廉政公署拘捕，被判入勞教中心，並被香港足球總會重罰終身停賽。

## 球員生涯
姚韡早年就讀裘錦秋中學（屯門）和遵理學校。出身於寶路華流浪青年軍的姚韡，在流浪降班後，於2008年夏天轉投香港甲組足球聯賽新軍四海，並以17歲之齡獲提升上甲組擔任後備。後來於2008年10月入選香港全運隊集訓。另於2008年11月，代表香港學界足球隊，到珠海參加第36屆亞洲學界足球錦標賽。
2008年11月30日，銀牌複賽對謝菲聯的比賽，於81分鐘入替卡立，首次於甲組亮相。2009年2月2日甲組聯賽對愉園，首次正選上陣，並於18分鐘接應角球頂入，取得個人首個甲組入球。
香港全運隊教練黎新祥認為姚韡加強爆發力及頭球訓練，有機會成為華人中堅的接班人。
姚韡代表遵理學校參加香港學界足球賽事，與四海隊友陳湛羲合力鎮守中後場，贏得元朗區冠軍，取得全港學界精英足球賽參賽資格。
2011年夏天，姚韡轉投甲組新軍港菁。

## 涉嫌賄賂案
於2011年11月15日在香港青年代表隊對俄羅斯國家青年隊的賽事舉行前，姚韡涉嫌於11月12日以數萬港元企圖賄賂隊友陳湛羲打假波，及後被廉政公署拘捕。於同月17日，被廉政公署落案起訴以兩項「向代理人提供利益」罪名。其餘一項指控，姚韡涉嫌於11月14日以相同手法，向另外一名香港青年代表隊隊友邱于銘提供4萬港元的賄款。
姚韡2011年12月16日於九龍城裁判法院上承認控罪，被裁定罪名成立，還柙等候判刑。根據國際足協規例，他幾可肯定會被判罰全球終身停賽。
案件於2011年12月30日宣判，法官斥責姚韡的所作所為令香港足球界蒙羞，判處入勞教中心。
2012年3月，香港足球總會紀律小組會議，判罰姚韡終身停賽，此後不能參與所有足球賽事及活動，並將通知國際足協與亞洲足協。

## 外部連結
- 足球總會網頁球員資料（页面存档备份，存于）